# 1839 Ragazza
Az 1839 Ragazza (ideiglenes jelöléssel 1971 UF) a Naprendszer kisbolygóövében található aszteroida. Paul Wild fedezte fel 1971. október 20-án.